# Gustave-Lazare Garnier
Gustave-Lazare Garnier, né le 1er avril 1857 à Châtillon-en-Bazois et mort le 30 janvier 1940 à Luçon, est un prélat catholique qui fut évêque de Luçon de 1916 à 1940.

## Éléments biographiques
Il est inhumé dans le caveau des évêques sous le chœur de la cathédrale de Luçon.

## Armes
D'azur à la croix d'hermines cantonnée au 1 du monogramme du Christ d'or.

## Sources
- Dominique-Marie Dauzet et Frédéric Le Moinge (dir.), Dictionnaire des évêques de France au XXe siècle, Paris, Éditions du Cerf, 2010, 840p., p. 285,  (ISBN 978-2-204-09041-4).

### Articles liés
- Diocèse de Luçon
- Liste des évêques de Luçon